# Wiesbadener Kronen-Brauerei

Lithographie der Kronen-Brauerei um 1905

Gebäude und Belegschaft der Kronen-Brauerei um 1900

Flaschenetikett Kronen-Bräu Lagerbier hell um 1900

Das Sudhaus im Hauptgebäude der Brauerei um 1910

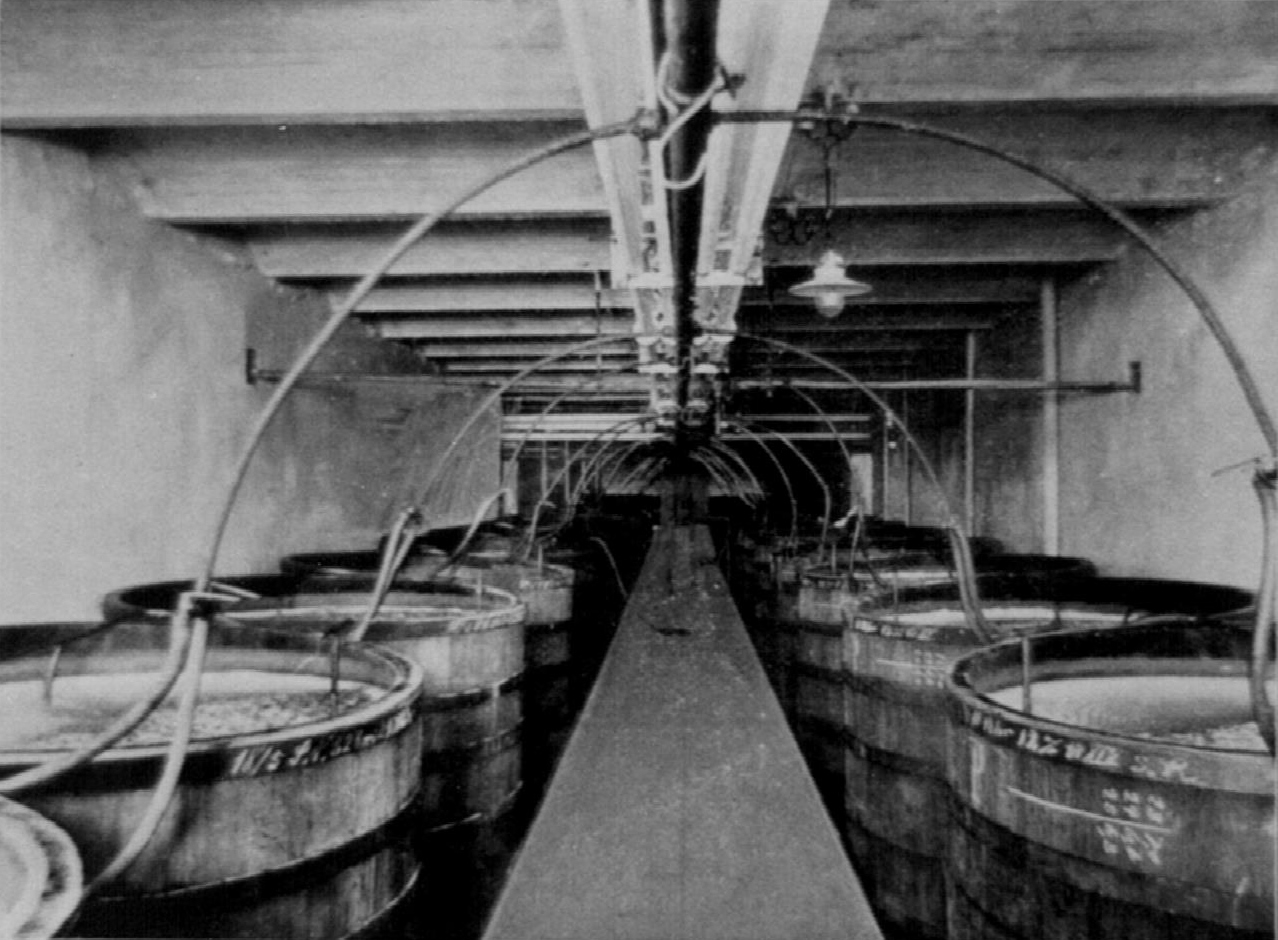
Gärkeller im 2. OG des Kellereigebäudes um 1910

Die Flaschenbier-Abfüllanlage um 1910

Lageplan der Brauerei um 1864

Lageplan der Brauerei von 1907

Restaurant Kronenburg um 1898

Flaschenetikett Even Kronen Export aus den Kellereien der ehemaligen Kronen-Brauerei Wiesbaden um 1960

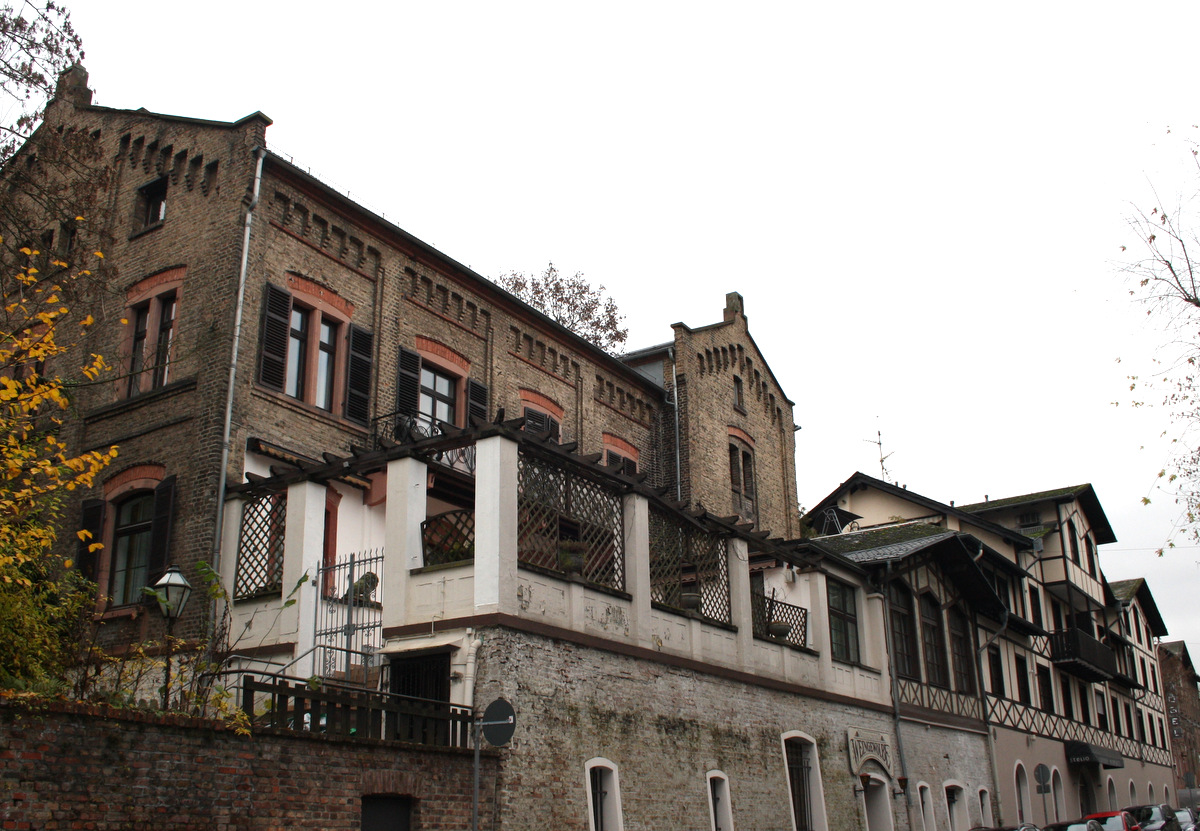
Ehemaliges Direktionsgebäude der Wiesbadener Kronen-Brauerei

Die Wiesbadener Kronen-Brauerei in der heutigen hessischen Landeshauptstadt Wiesbaden ist ein Industriebau aus nassauischer und preußischer Zeit, gehörte von 1862 bis 1918 zu den bedeutendsten Brauereien im Rhein-Main-Gebiet und ist die einzige der großen Brauereien Wiesbadens, deren zum Teil unter Denkmalschutz stehende Gebäude im Wesentlichen erhalten geblieben sind.

## Lage
Die Gebäude der ehemaligen Wiesbadener Kronen-Brauerei befinden sich an der Sonnenberger Straße, auf halbem Weg zwischen der Wiesbadener Innenstadt und dem nordöstlichen, 1926 eingemeindeten Vorort Wiesbaden-Sonnenberg.

## Geschichte

### Bis 1923
Nachdem die Wiesbadener Unternehmer Anton Kögler und Eduard Hahn mehrere zusammenhängende landwirtschaftliche Grundstücke an der Sonnenberger Straße für 5.000 Gulden erworben hatten, erhielten sie im Juli 1862 von der Herzoglich Nassauischen Landesregierung die Genehmigung zum Bau einer Brauerei. Am 19. Januar 1863 erfolgte die Gründung und am 28. Januar die behördliche Konzessionierung der Wiesbadener Actien-Bierbrauerei-Gesellschaft mit einem Grundkapital von 400.000 Gulden. Hauptaktionäre waren der Bankier Marcus Berlé, die Kaufleute Christian Bertram und Eduard Hahn, der Hofgerichtsprokurator Eduard Schick und der Frankfurter Bankier Adolph Reinach. Vom Grundkapital fanden 330.000 Gulden zur Erwerbung der bereits seit dem Vorjahr im Bau befindlichen Brauerei von Kögler und Hahn und 70.000 Gulden zur Betriebseinrichtung Verwendung.
Die Brauerei war auf eine Jahresproduktion von 16–20.000 Ohm ausgerichtet (25.600–32.000 hl). Im Juli 1864 wurde der junge Gesellschafter Eduard Hahn, von Beruf Kolonialwarenhändler und Versicherungsagent, zum Direktor der mittlerweile fertiggestellten Brauerei bestellt – offenbar ein Fehlgriff, da die Bilanz zum Jahresende 1866 ein Defizit von 121.840 Gulden aufwies. Der bereits ab Juni 1866 für Hahn eingetretene Direktor Flach versuchte, das Unternehmen zu retten, musste aber im Dezember 1867 bekennen, dass es unmöglich sei, die Gesellschaft weiterzuführen.
Nach erfolgter Zwangsversteigerung übernahmen ab 1870 der 1849 aus Paris nach Eltville gekommene Tuchhändler und Marmorfabrikant Salomon Marix und seine Söhne die Brauerei, die nun als Marix-Brauerei firmierte. Marix verbesserte die Einrichtung und ließ eine Dampfmaschine von 8–10 PS zur Maischung, für die Schrotmühle und den Betrieb sämtlicher Pumpen installieren. Es wurde nach bayrischer Art gebrautes, dunkles untergäriges Schank- und Lagerbier hergestellt. 1871 war die Marix-Brauerei die größte Brauerei der Stadt Wiesbaden, 1872 wurde sie als bedeutendste Brauerei Südnassaus bezeichnet. Salomon Marix verstarb 1873 in Wiesbaden.
Im Jahr darauf erwarb der bisherige Direktor Andreas Urban mit seinem Geschäftspartner Andreas Ludwig die Brauerei und gründete hierzu die Aktien-Gesellschaft, Bierbrauerei und Eiswerk zur Fabrikation und Vertrieb eines reinen, wohlschmeckenden Bieres. Sie erweiterten die Baulichkeiten auf der Liegenschaft und ließen im neuerrichteten großen Kellereigebäude eine Eisbereitungsmaschine nach dem System der Windhausen’schen Kaltluftmaschine einbauen. Doch diese Neuanlagen verschafften der Brauerei nicht den gewünschten Erfolg, sodass die Gesellschaft am 12. November 1877 aufgelöst werden musste.
1878 kam die Brauerei-Anlage in den Besitz des Brauerei-Kaufmanns Louis Gratweil aus Berlin, der zunächst unter Louis Gratweil, Bierbrauerei und Eiswerk firmierte. Er erneuerte auf dem südlichen Grundstücksteil die seit 1876 offenbar nicht mehr bewirtschaftete Bierhalle, die nun Louis Gratweil’s Bierkeller hieß. Vor allem aber nahm Gratweil einen Umbau der Kellereien vor, ließ eine neue Linde’sche Eismaschine aufstellen und verbesserte die Betriebsstruktur. 1884 und 1892 wurden neue Dampfmaschinen der Maschinenfabrik Augsburg mit einer Leistung von 40–60 bzw. 60–90 PS installiert.
Louis Gratweil verstarb 1886, Erbe wurde sein Sohn Hermann Gratweil, der am 28. Mai 1887 zusammen mit dem Wiesbadener Kolonialwaren-Kaufmann Franz Strasburger und dem Schlachthausdirektor und Tierarzt Friedrich Michaelis die Aktiengesellschaft mit dem endgültigen Namen Wiesbadener Kronen-Brauerei Aktien-Gesellschaft gründete und Bierbrauerei, Mälzerei und Eiswerk in die Gesellschaft einbrachte. Für die Arbeitskräfte der Brauerei wurden für die damalige Zeit vorbildliche soziale Rahmenbedingungen, mit großen Schlaf- und Aufenthaltsräumen mit Wasch- und Badeeinrichtungen geschaffen. Neben dem Direktionsgebäude wurde 1888 ein zweiter großer Brauereiausschank unter dem Namen Zur Kronenburg eröffnet.
Nun nahm die Brauerei einen wirtschaftlich bedeutenden Aufschwung. 1887/1888 wurden 26.823 Hektoliter, 1902/1903 bereits 59.776 und 1906/1907 sogar 63.172 Hektoliter abgesetzt. Ab 1897 gab es neben Lagerbier hell noch Kronen-Gold nach Pilsner Brauart und Doppel-Krone nach Münchener Brauart. Nach 1914 gelang es der Brauerei nicht, die kriegsbedingt starken Umsatzrückgänge aufzufangen. Wirtschaftliche Probleme bei Ende des Ersten Weltkriegs bedeuteten den Niedergang der Kronen-Brauerei. Der Brauereibetrieb wurde 1918 an die Hofbierbrauerei Schöfferhof in Mainz übertragen und das Bierbrauen sowie die Restaurationsbetriebe eingestellt. Fortan verwaltete die Wiesbadener Kronen-Brauerei AG nur noch ihre Immobilien, das gesamte Brauereiinventar wurde verkauft. Ab 1920 trat die Firma in Liquidation, 1923 wurde sie aus dem Handelsregister gelöscht.

### Ab 1923
Nach der Liquidation der Wiesbadener Kronen-Brauerei AG 1923 ging die südliche Parzelle (Sonnenberger Straße 80) an den Weinimporteur und Vermouth-Fabrikanten Amedeo Gazzolo, Inhaber der Fa. Luigi Gazzolo, Società Anonima, Importazione Vini über. Ab 1970 wurden einzelne Grundstücksparzellen von dem Bauunternehmer Alexander Weber aus Eschborn gekauft. Er errichtete anstelle des großen Pferdestalls und der ehemaligen Fasshalle zwei große Appartementhäuser. In den 1980er Jahren wurde die langgestreckte Fachwerkhalle des ehemaligen Restaurants Kronenburg samt den darunter befindlichen Gewölben abgerissen und entlang der Straße ein neues größeres Wohn- und Geschäftshaus errichtet, das durch eine Fachwerkverkleidung der Obergeschosse die alte Bauweise der Restauration wieder aufgriff.
Der nördliche, größere Teil der Brauereiliegenschaft (Sonnenberger Straße 82) wurde 1923 von einem Mainzer Likörfabrikanten und 1931 von dem US-Staatsbürger Marcel E. du Cassé erworben, der das Anwesen, außer einigen Wohnungen, an eine Spedition und Flaschenbierhandlung, einen Bierverleger sowie eine Autoreparaturwerkstatt vermietete und hier selbst eine Tankstelle betrieb. Nach dem Zweiten Weltkrieg kamen zahlreiche weitere gewerbliche Mieter hinzu. 1956 erwarben die Eheleute Charles und Ursula Even das Anwesen, um in einem Teil der Räumlichkeiten den seit 1925 in Wiesbaden bestehenden Carl Even Biergroßvertrieb und Getränkegroßhandel unterzubringen. Ende der 1950er Jahre gab es mit Even Kronen Export, gelagert in den Kellereien der ehemaligen Kronen-Brauerei Wiesbaden, eine Wiederbelebung der alten Brauereitradition. Der kreuzgratgewölbte Keller des Hauptgebäudes wurde 1966, in Anknüpfung an den ehemaligen Brauerei-Ausschank Zur Kronenburg und Kronenkeller, in eine von der Straße aus zugängliche Restauration umgewandelt, die damals den traditionsreichen Namen Alte Krone erhielt.
Aus der Gründungszeit sind die wesentlichen Bauten erhalten geblieben wie das Verwaltungs- und Brauereigebäude aus dem Jahre 1862 mit den dahinter liegenden Abfüll- und Lagerkellern, das große Kellereigebäude von 1874, die älteren Pferdeställe, das nordwestlich gelegene kleine Wohnhaus, das 2014 modernisiert wurde (heute Haydnstraße 2), sowie das unter Denkmalschutz stehende südlich gelegene Direktionsgebäude mit den darunter befindlichen Gewölben des ersten Brauereiausschanks.

## Brauereigebäude
Von 1862 bis 1864 wurden, wie der Lageplan um 1864 ausweist, folgende Gebäude errichtet: das Hauptgebäude bzw. die eigentliche Brauerei mit Büros, der Wohnung des Braumeisters, dem hohen tonnengewölbten Sudhaus, den Maschinenräumen, dem Malzlager und der Mälzerei. Dahinter im Berghang zwei gewölbte Lagerkeller und darüber aus Fachwerk das Kühlschiff. Nördlich ein Ökonomiegebäude, südlich davon die Fasshalle, und ganz im Süden der Liegenschaft über der Bierhalle das als Wohnhaus bezeichnete Direktionsgebäude.
Zwischen 1874 und 1878 entstanden ein kleiner Pferdestall, ein kleines Wohnhaus mit zwei Werkswohnungen, sowie ein großes fünfgeschossiges Kellereigebäude mit Lagerkellern, Gärräumlichkeiten, einem neuen Kühlschiff und einem Maschinenhaus, nebst einer großen Eisbereitungsmaschine. Wohl 1884, anlässlich der Installation neuer Dampfmaschinen, wurde der hohe Schornstein an der Nordostecke des Hauptgebäudes errichtet. Ab 1887 entstanden auf dessen Rückseite weitere Kellerräume mit einer Flaschenbier-Abfüllanlage und oberhalb ein größerer Pferdestall.
Der Plan von 1907, der mit der Brauerei-Lithographie um 1905 übereinstimmt, zeigt den damaligen Gebäudebestand der Kronen-Brauerei, der bis in die 1960er Jahre unverändert blieb. Zwischen 1887 und 1907 waren hiernach noch folgende neuen Gebäude hinzugekommen: ein Maschinenhaus, eine Fass-Schwenke, eine Picherei, und vom höhergelegenen oberen Hof zugänglich, ein neuer großer Pferdestall, eine Schmiede und zwei Gradierwerke, eines davon auf dem Dach des kleinen Wohnhauses. Auf dem südlichen Teil der Liegenschaft war über der bestehenden Bierhalle, nunmehr Kronen-Keller, im Jahr 1888 aus Fachwerk eine langgestreckte Restaurations- und Konzerthalle als Erweiterung der Kronenburg errichtet worden. Im dahinter befindlichen Restaurationsgarten gab es eine Gartenhalle.

## Direktoren
- Eduard Hahn 1864–1866
- Albert Flach 1866–1867
- Andreas Urban 1870–1873
- Ludwig Rübsam 1874–1877
- Louis Gratweil 1878–1886
- Wilhelm Wildt 1887–1899
- Franz Strasburger 1899–1903
- Heinrich Finkel 1903–1912
- Adolf Grantzow 1912–1923[2]

## Braumeister
- Michael Birnböck 1864–1867
- Wilhelm Häusler 1870–1871
- Johann Groß 1872–1876
- Otto Müller 1877–1878
- Joseph Leist 1879–1881
- Anton Krome 1882–1883
- Stephan Grill 1884–1887
- Otto Zeh 1888–1896
- Michael Jessernigg 1897–1910
- Johann Henn 1911–1918[2]

## Rezeption
Im Jahre 1958 drehte der angehende Regisseur Sven Severin in den Kellern und Schächten der ehemaligen Brauerei einen – allerdings unvollendeten – Kriminalfilm.
In seinem 2006 erschienenen Roman Die Burg schildert der Wiesbadener Komponist und Schriftsteller Helmut May, der seine ganze Jugendzeit in den Gebäuden der Brauerei verbrachte, in verfremdeter Form den Zustand und die Bewohner der im Roman als Kronenburg oder kurz Burg bezeichneten Kronen-Brauerei in den 1930er und 1940er Jahren.